# Byttneria
Byttneria es un género de plantas con flores perteneciente a la familia  Malvaceae (o Sterculiaceae que también es considerada válida). Comprende 241 especies descritas y de estas, solo 137 aceptadas.

## Descripción
Son arbustos o subarbustos, erectos o apoyantes, con aguijones, o también lianas inermes; plantas hermafroditas. Hojas simples aserradas o enteras; nectario 1 (–5) en el envés sobre la base del nervio medio, a veces también en los pares laterales. Inflorescencias en cimas abreviadas axilares y terminales, flores actinomorfas; sépalos 5, connados en la base; pétalos 5, cuculados, la capucha adosada al tubo estaminal, lámina simple más larga que la uña; androginóforo ausente; tubo estaminal urceolado, estambres 5, anteras ditecas; estaminodios 5, alternipétalos; carpelos 5, estilo simple, estigma capitado. Cápsula 5-coca, cocos dehiscentes o indehiscentes, aculéolos punzantes; semillas 5.

## Distribución
Género pantropical con 137 especies, 81 de Sudamérica, 6 en Centroamérica y el Caribe, de las cuales 2 se encuentran también en Sudamérica, el resto predominantemente en Madagascar y sureste de Asia. Varios nombres fueron originalmente publicados bajo la variante ortográfica como Buettneria.

## Hábitat
Varias especies han quedado diezmadas por la  deforestación, algunas  (e.g. B. minytricha son tratadas en peligro de extinción y  B. ivorensis de Costa de Marfil puede haber desaparecido por completo, ya que la última fue encontrada en 1896.

## Ecología
Este género sirve de hospedaje a algunas orugas Lepidopteras. Incluida Hedylidae (e.g. Macrosoma heliconiaria y M. semiermis, ambas viven en  B. aculeata), Endoclita undulifer y Endoclita buettneria. 

## Taxonomía
El género fue descrito por Pehr Löfling  y publicado en Iter Hispanicum 313–314. 1758. La especie tipo es: Byttneria scabra L. 

## Especies seleccionadas
- Byttneria aculeata
- Byttneria asplundii
- Byttneria catalpaefolia
- Byttneria cordata Lam. - Yerba de la araña[3]
- Byttneria flexuosa
- Byttneria ivorensis
- Byttneria jaramilloana
- Byttneria loxensis
- Byttneria minytricha
- Byttneria obtusata
- Byttneria sparrei